# 與我戀愛的廢柴小惡魔。
《與我戀愛的廢柴小惡魔。》是SMILE在2015年9月25日發售的戀愛冒險類型成人遊戲，2018年10月27日在Steam平台發售英文版。2016年5月27日發售Fan disc《與我戀愛的廢柴小惡魔。超級H！》（僕と恋するポンコツアクマ。すっごいえっち！），2020年12月16日在平台發售中英文版。

## 故事簡介
桐谷梨梨愛和母親桐谷怜香吵架後，被怜香要求搬到學園的女子宿舍生活，而和梨梨愛住在同個屋簷下的藤真蓮與妹妹藤真咲莉也被命令搬到宿舍。到了宿舍後，蓮知曉了宿舍的房客都不是普通人類，甚至連青梅竹馬梨梨愛跟妹妹咲莉也都分別是夢魔和天使。而蓮住在這個宿舍的目的便是要幫助這些女孩矯正不足的性格。

## 登場角色
藤真蓮
作品男主角，就讀青耶馬學園二年級。和妹妹咲莉兩個人一起住在梨梨愛家。
桐谷梨梨愛（聲：小倉結衣）
蓮的青梅竹馬，就讀青耶馬學園二年級。實際身分是夢魔，喜歡看少女漫畫。
藤真咲莉
蓮沒有血緣關係的妹妹，就讀青耶馬學園一年級。兄控。實際身分是天使。年幼時曾當過偶像。
綾崎優
轉學生少女，就讀青耶馬學園二年級。實際身分是雪女。個性寡言且缺乏感情變化，非常怕冷。
有瀨川阿爾爾（聲：上田朱音）
蓮的學妹，就讀青耶馬學園一年級。實際身分是木乃伊。不喜歡穿衣服，因此很羨慕能以自然姿態生活的動物。
葵雅妃
蓮的學姐，就讀青耶馬學園三年級。實際身分是魔女。未來的夢想是成為藥劑師，但因為不擅長用功讀書而被雙親反對。
曾經當過讀者模特兒，在校內非常有人氣。
柴崎凜
蓮的學妹，就讀青耶馬學園一年級。實際身分是虎女。
龍泉寺愛花（聲：白雪碧）
蓮的班導師，實際身分是龍族的女教師。
桐谷怜香（聲：川島梨乃）
梨梨愛的母親，青耶馬學園的學園長。

## 主題曲
與我戀愛的廢柴小惡魔。
片頭曲
作詞：雪仁，作曲、編曲：水城新人，主唱：AiRI
片尾曲
作詞：雪仁，作曲、編曲：水城新人，主唱：千歲
與我戀愛的廢柴小惡魔。超級H！
片頭曲
作詞：雪仁，作曲、編曲：水城新人，主唱：AiRI

## 評價
《與我戀愛的廢柴小惡魔。》在Getchu.com舉辦的美少女遊戲大賞2015中獲得綜合部門第17名、繪圖部門第9名、影片部門第5名、色情部門第2名。於2015年度「萌系遊戲大賞」獲得月間賞、色情系作品賞PINK並於年間排名獲得第20名。

## 外部連結
- 與我戀愛的廢柴小惡魔。遊戲官網 （页面存档备份，存于）（日語）
- 與我戀愛的廢柴小惡魔。中文版遊戲官網 （页面存档备份，存于）（繁體中文）
- 與我戀愛的廢柴小惡魔。超級H！遊戲官網 （页面存档备份，存于）（日語）

《與我戀愛的廢柴小惡魔。》在視覺小說數據庫的頁面 （英文）